# Rychlobruslení na Zimních olympijských hrách 2018 – 1500 metrů ženy
Závod na 1500 metrů žen na Zimních olympijských hrách 2018 se konal v hale Gangneung Oval v Kangnungu dne 12. února 2018.
Závod vyhrála Nizozemka Ireen Wüstová, která na této distanci zvítězila již na ZOH 2010, následovaná Japonkou Miho Takagiovou (první olympijská medaile v kariéře) a krajankou Marrit Leenstraovou. Češka Nikola Zdráhalová skončila na jedenáctém místě. Martina Sáblíková se do závodu sice kvalifikovala, ale vynechala jej. Jorien ter Morsová, obhájkyně prvenství ze Soči 2014, na této distanci na ZOH v Pchjončchangu nestartovala.

## Rekordy
Před závodem měly rekordy následující hodnoty:
| Světový rekord    | Heather Richardsonová | 1:50,85 | Utah Olympic Oval, Salt Lake City | 21. listopadu 2015 |
| Olympijský rekord | Jorien ter Morsová    | 1:53,51 | Adler-Arena, Soči                 | 16. února 2014     |
| Rekord dráhy      | Heather Bergsmaová    | 1:54,08 |                                   | 12. února 2017     |

## Výsledky
| Pořadí           | Dvojice | Dráha | Jméno                         | Země                   | Čas     | Ztráta |
| ---------------- | ------- | ----- | ----------------------------- | ---------------------- | ------- | ------ |
| Zlatá medaile    | 11      | O     | Ireen Wüstová                 | Nizozemsko             | 1:54,35 | 0,00   |
| Stříbrná medaile | 14      | O     | Miho Takagiová                | Japonsko               | 1:54,55 | +0,20  |
| Bronzová medaile | 12      | I     | Marrit Leenstraová            | Nizozemsko             | 1:55,26 | +0,91  |
| 4.               | 13      | I     | Lotte van Beeková             | Nizozemsko             | 1:55,27 | +0,92  |
| 5.               | 7       | O     | Brittany Boweová              | Spojené státy americké | 1:55,54 | +1,19  |
| 6.               | 2       | O     | Nao Kodairaová                | Japonsko               | 1:56,11 | +1,76  |
| 7.               | 10      | I     | Ida Njåtunová                 | Norsko                 | 1:56,46 | +2,11  |
| 8.               | 14      | I     | Heather Bergsmaová            | Spojené státy americké | 1:56,74 | +2,39  |
| 9.               | 7       | I     | Natalia Czerwonková           | Polsko                 | 1:57,85 | +3,50  |
| 10.              | 4       | O     | Francesca Lollobrigidová      | Itálie                 | 1:57,94 | +3,59  |
| 11.              | 8       | I     | Nikola Zdráhalová             | Česko                  | 1:58,03 | +3,68  |
| 12.              | 6       | I     | Gabriele Hirschbichlerová     | Německo                | 1:58,24 | +3,89  |
| 13.              | 12      | O     | Katarzyna Bachledová-Curuśová | Polsko                 | 1:58,51 | +4,16  |
| 14.              | 5       | O     | No Son-jong                   | Jižní Korea            | 1:58,75 | +4,40  |
| 15.              | 11      | I     | Brianne Tuttová               | Kanada                 | 1:58,77 | +4,42  |
| 16.              | 13      | O     | Ajaka Kikučiová               | Japonsko               | 1:58,92 | +4,57  |
| 17.              | 8       | O     | Luiza Złotkowská              | Polsko                 | 1:58,99 | +4,64  |
| 18.              | 5       | I     | Jekatěrina Ajdovová           | Kazachstán             | 1:59,05 | +4,70  |
| 19.              | 9       | O     | Kali Christová                | Kanada                 | 1:59,42 | +5,07  |
| 20.              | 10      | O     | Chao Ťia-čchen                | Čína                   | 1:59,58 | +5,23  |
| 21.              | 1       | I     | Josie Morrisonová             | Kanada                 | 1:59,77 | +5,42  |
| 22.              | 4       | I     | Mia Manganellová              | Spojené státy americké | 1:59,93 | +5,58  |
| 23.              | 3       | I     | Tchien Žuej-ning              | Čína                   | 2:00,29 | +5,94  |
| 24.              | 9       | I     | Roxanne Dufterová             | Německo                | 2:00,33 | +5,98  |
| 25.              | 2       | I     | Francesca Bettroneová         | Itálie                 | 2:00,43 | +6,08  |
| 26.              | 6       | O     | Chuang Jü-tching              | Tchaj-wan              | 2:18,84 | +24,49 |
| 27.              | 3       | O     | Marina Zujevová               | Bělorusko              | DSQ     | +99,99 |

### Mezičasy medailistek
| Jméno              | Země       | 300 m         | 700 m         | 1100 m          | Cíl             |
| ------------------ | ---------- | ------------- | ------------- | --------------- | --------------- |
| Ireen Wüstová      | Nizozemsko | 25,53 (+0,15) | 53,96 (+0,30) | 1:23,53 (+0,27) | 1:54,35 (0,00)  |
| Miho Takagiová     | Japonsko   | 25,50 (+0,12) | 54,03 (+0,37) | 1:23,68 (+0,42) | 1:54,55 (+0,20) |
| Marrit Leenstraová | Nizozemsko | 25,38 (0,00)  | 53,66 (0,00)  | 1:23,26 (0,00)  | 1:55,26 (+0,91) |